# Dadá (película de 2023)
Dada (también conocido como Dada the Appa) es una película dramática romántica india sobre la mayoría de edad en idioma tamil de 2023 escrita y dirigida por Ganesh K. Babu en su debut como director. La película está protagonizada por Kavin, Aparna Das y K. Bhagyaraj. La película se centra en la vida de un joven que aprende a amar el rol del padre siendo uno soltero. La película envía un mensaje más fuerte que indica que la paternidad es neutral en cuanto al género.
Dada se estrenó en cines el 10 de febrero de 2023 y recibió críticas muy positivas de los críticos y el público. Fue un éxito comercial en taquilla.

## Sinopsis
Manikandan y Sindhu son estudiantes universitarios de último año y están en una relación. Sin embargo, Sindhu queda embarazada y su vida cambia. Las circunstancias obligan a la pareja a separarse, principalmente debido al comportamiento nefasto de Manikandan durante el embarazo de Sindhu. Manikandan tiene la responsabilidad exclusiva de criar al niño. Enfrenta varios desafíos y barreras al adorar su paternidad.

## Elenco
- Kavian como Manikadan
- Aparna Das como Sindhu
- K. Bhagyaraj como el padre de Manikan

## Producción
El proyecto fue anunciado por el cineasta debutante Ganesh K. Babu. Marcó la primera película de Aparna Das como actriz principal en tamil después de debutar previamente en un pequeño papel bajo la dirección de Nelson Dilipkumar, Beast (2022).
La fotografía principal de la película comenzó en marzo de 2022 y la película se filmó y ambientó predominantemente en Chennai . El rodaje de la película finalizó en septiembre de 2022.

## Lanzamiento

### Teatral
La película se estrenó en más de 400 cines en Tamil Nadu. El estreno en cines tamiles de la película fue adquirido por Red Giant Movies . Los derechos extranjeros fueron adquiridos por Ayngaran International

### Medios domésticos
Amazon Prime Video se hizo con los derechos de transmisión digital de la película. La película tiene previsto su estreno digital en la plataforma de streaming para el 10 de marzo de 2023.

### Recepción de críticos
Logesh Balachandran, crítico de Times of india, otorgó 3,5 estrellas de 5 y afirmó que "la escritura del director Ganesh K. Babu es lo suficientemente efectiva como para atraer a la audiencia al mundo de Manikandan, un padre soltero, que entra en esa fase de redención". El crítico de Navein Darshan de Cinema Express escribió que "la película es emotiva pero igualmente divertida con un fuerte trasfondo de humor de buen gusto" y le otorgó una calificación de 3.5 sobre 5. El crítico Janani K de India Today le dio 3 de 5 estrellas y apreció la película. Haricharan Pudipeddi Critic de Hindustan Times señaló que "el aspecto más refrescante de DaDa es que envía un mensaje muy importante alto y claro: la paternidad es neutral en cuanto al género". El crítico hindú dio mezcla de reseña y escribió que “La escritura, en cambio, sólo se solidifica. Hay algunos toques realmente agradables y conmovedores en el segundo acto" 

## enlaces externos
- Dadá en Internet Movie Database (en inglés).

- Datos: Q116909662